# Droga wojewódzka nr 699
Droga wojewódzka nr 699 (DW699) – droga wojewódzka w województwie mazowieckim łącząca drogę krajową nr 12 z drogą wojewódzką 737. Trasa przebiega przez gminy Gózd i Jedlnia-Letnisko.